# Diocese de Roterdão
A Diocese de Roterdã (em latim: Dioecesis Roterodamensis) é uma das sete dioceses que compõem a província eclesiástica católica romana holandesa. Juntamente com as outras seis dioceses, forma a província eclesiástica holandesa. A diocese é liderada pelo Bispo Van den Hende desde 2011.
Devido à crescente secularização, a diocese teve recentemente que se reorganizar várias vezes e em 2008 acabou novamente em um processo de reorganização intitulado "trabalhando juntos mandamentos 2".
A diocese de Roterdã inclui a província da Holanda do Sul e os municípios de Utrecht de Oudewater , Vijfheerenlanden e Woerden. Em 2011, a paróquia da Igreja de São Hipólito em Kamerik foi transferida da Arquidiocese de Utrecht para a Diocese de Rotterdam.

## História da diocese de Roterdão
A diocese foi fundada em 16 de julho de 1955, quando foi separada da Diocese de Haarlem. A catedral da diocese foi a Igreja de Santo Inácio de 1956 a 1967 , chamada Catedral de São Lourenço e Inácio . Em 1967, a Igreja de Santa Isabel tornou-se a catedral da diocese, passando a se chamar Catedral de São Lourenço e Isabel .

## 50º aniversário
Em 2005, o aniversário foi celebrado na diocese. O Príncipe Willem-Alexander e a Princesa Máxima, entre outros, estiveram presentes na missa de aniversário, pois sua residência, Wassenaar , pertence à diocese de Roterdã.

## Principais números[2][3]
Em 2006, a população católica, com 531.222 fiéis registrados na igreja, representava 15,0% da população total da diocese. Todos os domingos, uma média de 26.605 fiéis frequentavam a igreja, o que representa 0,7% da população total da diocese de Roterdã. Os números-chave (KASKI) de 2006 para a diocese de Roterdã mostram que o número de fiéis, padres, igrejas, batizados e fiéis diminuiu ainda mais nesses anos. Em 2018, a população católica, com 466.000 fiéis registrados na igreja, representava 13,0% da população total da diocese. Todos os domingos, uma média de 18.300 fiéis frequentavam a igreja, o que representa 0,5% da população total da diocese de Roterdã.
O número de decanatos já havia caído pela metade na década de 1990 devido à crescente secularização, mas em 2007 foi decidido extingui-los. O número de paróquias também está diminuindo drasticamente. Em 2002, a diocese ainda estava dividida em 190 paróquias territoriais ; em 2018, ainda havia 56.
Devido à secularização em curso, novas reorganizações são esperadas ou estão em andamento nas outras dioceses (do norte). De acordo com o plano, o número de paróquias na Arquidiocese de Utrecht e nas dioceses de Haarlem, Roterdã e Breda diminuirá em 85% (606 paróquias).

## Bispos
|                | Nome                          | Período   | Notas                                  |        |
| Bispos         | Bispos                        | Bispos    | Bispos                                 | Bispos |
| -------------- | ----------------------------- | --------- | -------------------------------------- | ------ |
| 5º             | Johannes van den Hende        | 2011-     | Atual                                  |        |
| 4º             | Adrianus van Luyn, S.D.B.     | 1993-2011 |                                        |        |
| 3°             | Ronald Philippe Bär, O.S.B. † | 1983-1993 |                                        |        |
| 2º             | Adrianus Johannes Simonis †   | 1970-1983 | Nomeado Arcebispo coadjutor de Utreque |        |
| 1º             | Martien Antoon Jansen †       | 1956-1970 |                                        |        |
| Bispo auxiliar |                               |           |                                        |        |
|                | Ronald Philippe Bär, O.S.B. † | 1982-1983 |                                        |        |